# Stichopogon gracilifemur
Stichopogon gracilifemur är en tvåvingeart som beskrevs av Akira Nagatomi 1983. Stichopogon gracilifemur ingår i släktet Stichopogon och familjen rovflugor. Inga underarter finns listade i Catalogue of Life.